# Ryki
Ryki (udtale: [ˈrɨkʲi]) er en by og en kommune (Gmina) i det sydøstlige Polen i det tidligere Lillepolen. Den ligger i voivodskabet Lublin (Województwo lubelskie) og har 9.229(2021) indbyggere og et areal på	27,22 km². Den er administrationsby i powiatet (amt) Ryki. Den ligger lå på højre bred af floden Wisła), i det nordvestlige hjørne af Lublin Voivodeship. Afstanden til den polske hovedstad er 100 km, afstanden til Lublin – 64 km.

## Historie
Det første bycentrum i denne del af Lillepolen lå i Sieciechów, hvis sognekirke kontrollerede områder både øst og vest for Wisła. I det 14. århundrede aftog Sieciechóws betydning. Den kongelige landsby Ryki (Riki), som tilhørte grevskabet Stężyca, blev første gang nævnt i 1424. I 1570 havde Ryki en trækirke for Apostlen Sankt Jacob , samt en sogneskole. I 1591 blev et hospital grundlagt, og sædet for en starosta blev etableret her. Ryki modtog sit bycharter i 1782, men mistede det i 1810.